# C-peptid
Den anslutande peptiden, eller C-peptid, en biprodukt till kroppens egen produktion av insulin, är en kort 31-aminosyrapolypeptid som förbinder insulinets A-kedja med dess B-kedja i proinsulinmolekylen. I samband med diabetes eller hypoglykemi kan en mätning av C-peptidblodserumnivåer användas för att skilja mellan olika tillstånd med liknande kliniska egenskaper.
I insulinsyntesvägen translokeras först preproinsulin till endoplasmatisk reticulum av betaceller i bukspottkörteln med en A-kedja, en C-peptid, en B-kedja och en signalsekvens. Signalsekvensen klyvs från peptidens N-ändstation av ett signalpeptidas och ger proinsulin. Efter att proinsulin har förpackats i vesiklar i Golgiapparaten (betagranuler) avlägsnas C-peptiden och lämnar A-kedjan och B-kedjan bunden av disulfidbindningar, som utgör insulinmolekylen.

## Historik
Proinsulin C-peptid beskrevs först 1967 i samband med upptäckten av insulinbiosyntesvägen. Det fungerar som en länk mellan A- och B-kedjorna av insulin och underlättar effektiv montering, vikning och bearbetning av insulin i endoplasmatisk reticulum. Ekvimolära mängder C-peptid och insulin lagras sedan i sekretoriska granuler i betacellerna i bukspottkörteln och båda frigörs så småningom till portalcirkulationen. Initialt var det enda intresset för C-peptid som en markör för insulinutsöndring och har som sådan varit av stort värde för att främja förståelsen av patofysiologin vid typ 1- och typ 2-diabetes. Den första dokumenterade användningen av C-peptidtestet gjordes 1972. Under det senaste decenniet (2000-talet) har dock C-peptid visat sig vara en bioaktiv peptid i sig, med effekter på mikrovaskulärt blodflöde och vävnadshälsa.

## Funktion

### Cellulära effekter av C-peptid
C-peptid har visat sig binda till ytan av ett antal celltyper såsom neuronal, endotel, fibroblast och renal rörformig, vid nanomolära koncentrationer till en receptor som sannolikt är G-proteinkopplad. Signalen aktiverar Ca2+-beroende intracellulära signalvägar som MAPK, PLCγ och PKC, vilket leder till uppreglering av en rad transkriptionsfaktorer samt eNOS- och Na+K+ATPas-aktiviteter. De två senare enzymerna är kända för att ha minskad aktivitet hos patienter med typ I-diabetes och har varit inblandade i utvecklingen av långsiktiga komplikationer av typ I-diabetes såsom perifer och autonom neuropati.
In vivo-studier i djurmodeller av typ 1-diabetes har visat att intag av C-peptid resulterar i signifikanta förbättringar av nerv- och njurfunktionen. Således, hos djur med tidiga tecken på diabetesinducerad neuropati, resulterar C-peptidbehandling i ersättningsdosering i förbättrad perifer nervfunktion, vilket framgår av ökad nervledningshastighet, ökad nerv Na+, K+ ATPas-aktivitet och signifikant förbättring av nervstrukturförändringar. På samma sätt förbättrar C-peptidintag hos djur som hade C-peptidbrist (typ 1-modell) med nefropati njurfunktionen och strukturen. Det minskar urinalbuminutsöndringen och förhindrar eller minskar diabetesinducerade glomerulära förändringar sekundärt till mesangiell matrisutvidgning. C-peptid har också rapporterats ha antiinflammatoriska effekter samt stöd till reparation av glattmuskelceller. En nyligen (2021) genomförd epidemiologisk studie tyder på ett U-format samband mellan C-peptidnivåer och risk för hjärt-kärlsjukdom.

## Klinisk användning av C-peptidtestning
- Patienter med diabetes kan få sina C-peptidnivåer uppmätta som ett sätt att skilja typ 1-diabetes från typ 2-diabetes eller mognadsdebuterande diabetes hos unga (MODY).[12] Mätning av C-peptid kan hjälpa till att avgöra hur mycket av deras eget naturliga insulin en person producerar eftersom C-peptid utsöndras i ekvimolära mängder till insulin. C-peptidnivåer mäts istället för insulinnivåer eftersom C-peptid kan bedöma en persons egen insulinsekretion även om de får insulininjektioner, och eftersom levern metaboliserar en stor och varierande mängd insulin som utsöndras i portalvenen men inte metaboliserar C-peptid, vilket innebär att C-peptid i blodet kan vara ett bättre mått på portalinsulinsekretion än insulin i sig.[13][14] En mycket låg C-peptid bekräftar typ 1-diabetes och insulinberoende och är förenad med hög glukosvariation, hyperglykemi och ökade komplikationer. Testet kan vara mindre användbart nära diagnos, särskilt när en patient är överviktig och insulinresistent, eftersom nivåer nära diagnos vid typ 1-diabetes kan vara höga och överlappa med de som ses vid typ 2-diabetes.[15]

- Differentiell diagnos av hypoglykemi. Testet kan användas för att fastställa orsaken till hypoglykemi (låg glukos), värdena kommer att vara låga om en person har tagit en överdos insulin men inte undertryckt om hypoglykemi beror på ett insulinom eller sulfonureider.

- Reell (eller falsk) hypoglykemi kan förekomma sekundärt vid smyganvändning av insulin. Att mäta C-peptidnivåer hjälper till att skilja en frisk patient från en diabetiker.

- C-peptid kan användas för att bestämma möjligheten till gastrinom förbunden med multipelt endokrina neoplasmsyndrom (MEN 1). Eftersom ett betydande antal gastroom är förbundna med MEN som involverar andra hormonproducerande organ (bukspottkörteln, bisköldkörteln och hypofysen), tyder högre nivåer av C-peptid tillsammans med närvaron av ett gastrinom att organ förutom magen kan hysa neoplasmer.

- C-peptidnivåer kan kontrolleras hos kvinnor med polycystiskt ovariesyndrom (PCOS) för att bestämma graden av insulinresistens.

## Terapier
Terapeutisk användning av C-peptid har undersökts i små kliniska prövningar vid diabetisk njursjukdom. Kreativa peptider, Eli Lilly, och Cebix hade alla läkemedelsutvecklingsprogram för en C-peptidprodukt. Cebix hade det enda pågående programmet tills det slutförde en fas IIb-studie i december 2014 som inte visade någon skillnad mellan C-peptid och placebo, och det avslutade sitt program och gick i konkurs.